# Museu Arquelògic Municipal d'Ènguera
El Museu Arqueològic Municipal d'Énguera és un museu situat a Énguera, municipi de la Canal de Navarrés. La seua seu està situada a la plaça de la Comunitat Valenciana 1 d'aquesta població. Està dedicat principalment a reunir els objectes arqueològics procedents dels diversos jaciments del terme municipal, si bé també inclou una petita col·lecció pictòrica procedent de la família Garnelo i del fons «Becaris de Belles arts».

## Història
El 1966 per Domingo Fletcher, director del Servei de Recerca Prehistòrica de la Diputació Provincial, va visitar Énguera amb motiu de la troballa d'una necròpoli d'inhumació durant l'execució de les obres d'ampliació del cementiri municipal. En aquesta visita es van establir les bases per a la col·laboració entra totes dues institucions, fruit de la qual va ser l'excavació parcial del oppidum ibèric del Turó de Lucena, entre 1967 i 1972. Algunes de les troballes procedents d'aquestes primeres actuacions es van dipositar a la casa de la vila, on van constituir el germen del posterior museu. Aquests objectes van ser reconeguts com a col·lecció museogràfica en la dècada de 1990 i es van reubicar en dependències de la casa de la cultura d'Énguera.
Després d'obtenir una qualificació formal com a col·lecció museogràfica, es va realitzar un projecte en el qual es gestiona el reconeixement com a museu de la col·lecció, objectiu que va aconseguir l'any 2000. Paral·lelament, després d'analitzar les instal·lacions on es trobaven les col·leccions, es va redactar i va executar el projecte de reubicació en un edifici adequat. La localització triada va ser l'antic edifici de Correus i Telègrafs.

## Seu
El museu ucopa l'antiga seu de Correus i Telègrafs, un edifici construït l'any 1929 i que s'emmarca en el corrent arquitectònic de l'eclecticisme. Quan el servei de correus es va traslladar a un edifici de nova planta, l'antic va quedar abandonat i va sofrir una progressiva deterioració que va culminar amb un incendi parcial d'aquest.
Arran d'aquests fets, es va desenvolupar un projecte de rehabilitació de l'edifici amb la intenció específica que fos seu del museu arqueològic local. Per a això, i donat la ruïna irrecuperable de l'antic edifici, es va procedir a la seua demolició, salvant únicament la façana. El projecte va reorganitzar conseqüentment la distribució de l'edifici, dotant-lo dels serveis propis un museu. Així en la seua planta baixa es van situar laboratori, magatzem, recepció, serveis i una sala d'exposicions temporals; en les plantes primera i segona es van situar les col·leccions del museu; i la tercera planta es va dedicar a altres serveis, una aula de didàctica i una sala de recerca.

## Administració
El museu de titularitat municipal i va ser reconegut com a Museu de la Comunitat Valenciana per la Resolució de 27 d'octubre de 2000 de la Conselleria de Cultura i Educació de la Generalitat Valenciana.

## Col·leccions
El museu alberga materials paleontològics i arqueològics que s'han trobat en els diferents jaciments de la Serra d'Énguera. En la primera planta es troba la Pinacoteca Municipal, que recull les obres de la família Garnelo, especialment de José Santiago Garnelo Alda, i el fons el fons «Becaris de Belles Arts» que es va crear entre 1964 i 1980 amb l'obra de 66 artistes becats pel municipi. En aquesta planta també s'acullen exposicions temporals.
En la segona planta es troba l'exposició de fons arqueològics. Les principals peces que s'exposen corresponen a materials de l'època ibèrica. Els jaciments de Cerro Lucena, el Gallet i els Campos de Gimeno, així com la prospecció del terme municipal realitzada l'any 2000, són la font principal dels objectes decoratius i ceràmics de la col·lecció.
Un elements destacable de l'exposició és el conjunt de gots de pisa gòtica valenciana trobats en la Coveta Santa.